# Raising Hell (canção)
"Raising Hell" é uma música da cantora americana Kesha, com a rapper americana Big Freedia. Foi lançado como single principal do quarto álbum de estúdio de Kesha, High Road, em 24 de outubro de 2019.

## Antecedentes
Em 21 de outubro de 2019, a Rolling Stone postou um videoclipe com o anúncio do próximo álbum de Kesha, High Road. Dois dias depois, Kesha enviou um trailer do videoclipe para seu Instagram, revelando a data de lançamento em 24 de outubro.

## Vídeo musical
O videoclipe foi dirigido por Luke Gilford, que dirigiu vídeos de artistas como Troye Sivan, Christina Aguilera e Madison Beer.
O vídeo mostra Kesha como uma televangelista, amada pelas pessoas para quem ela prega, mas é casada com um marido abusivo. Uma noite, Kesha tenta seduzir o marido bêbado, mas quase morre sufocada até ser esfaqueado na cabeça. Kesha então arrasta o cadáver para o porta-malas do carro, pinta o cabelo de castanho escuro e foge para um motel fora da cidade. Ela é procurada por assassinato e é perseguida pela polícia até que ela seja capturada e presa por matar o marido.

## Apresentações ao vivo
Kesha e Big Freedia tocaram a música pela primeira vez no Jimmy Kimmel Live! em 28 de outubro de 2019.
A dupla tocou a música no American Music Awards de 2019, seguida de uma apresentação de "Tik Tok". Em um ponto, sua performance se tornou a mais tuitada naquela noite e saltou 100 posições no iTunes US Charts.

## Desempenho nas tabelas
| Listas (2019)                                   | Posição |
| ----------------------------------------------- | ------- |
| Canadá (CHR/Top 40)                             | 43      |
| Estados Unidos (Adult Top 40)                   | 33      |
| Estados Unidos (Bubbling Under Hot 100 Singles) | 17      |
| Irlanda (IRMA)                                  | 97      |
| Nova Zelândia Hot Singles (RMNZ)                | 26      |

## Históricos de lançamentos
| Região         | Data                  | Formato                    | Gravadora    | Ref.   |
| -------------- | --------------------- | -------------------------- | ------------ | ------ |
| Mundo          | 24 de outubro de 2019 | Download digital streaming | Kemosabe RCA | [ 28 ] |
| Estados Unidos | 29 de outubro de 2019 | Contemporary hit radio     | Kemosabe RCA | [ 29 ] |